# قدیم‌آباد
این روستا یکی از روستاهای پرجمعیت قزوین بوده که در ۱۲ کیلومتری جنوب قزوین قرار دارد. اکثریت مردم آن از راه باغداری ، کشاورزی و دامداری امرار معاش میکنند.موقعیت مکانی این روستا بعد از روستای مشعلدار در جاده قزوین – بوئین زهرا واقع شده است و در همسایگی روستاهای فارسیان، مشعلدار، چوبیندر و پیریوسفیان قرار دارد.جمعیت روستا ۱۶۹۲ نفر بوده و دارای ۴۵۷ خانوار میباشد. محصولات این روستا با دارا بودن بیش از ۱۰۰۰ هکتار باغ و زمین زراعی، عبارتند از : سیب ، گلابی ، آلو ، جو و گندم.
قدیم آباد ، روستایی از توابع بخش مرکزی شهرستان البرز در استان قزوین ایران است.

دهیار این روستا فردی به اسم امیر محمد بهرامی است.

## جمعیت
این روستا در دهستان پیریوسفیان قرار دارد و براساس سرشماری مرکز آمار ایران در سال ۱۳۸۵، جمعیت آن ۱٬۵۵۰ نفر (۳۵۵خانوار) بوده‌است.جمعیت آن در سال ۱۴۰۰ ۳۵۰۰ نفر بوده است.
زبان بومی این روستا زبان تُرکی با لهجه خاص قدیم‌آباد است.
بخش زیادی از مردم قدیم‌آباد در سال‌های اخیر به شهرهای تهران، کرج، هشتگرد، شهریار، قزوین و الوند مهاجرت کرده‌اند.

## آموزش
روستای قدیم آباد با دارا بودن 4۶٫۳۵٪ سواد  و در این استان روستای قدیم آبادمیزان با سوادی را در خود جای داده‌است.

### آموزش و پرورش
روستای قدیم آباد دارای۳ مدرسه، در سه مقطع پیش دبستانی، ابتدایی، راهنمایی می‌باشد.

## آداب و رسوم
از آیین‌ها و جشن‌های ایرانی و رایج درگستره جشن نوروز، نوروز خوانی، چهارشنبه سوری، سیزده بدر، جشن انار، جشن فندق، جشن تیرگان، پنجاه بدر، کوسه گلین، چمچه خاتون مهرگان،سپندارمذگان، سده، امرداد و شب یلدا… را نام برد. همچنین بازی‌های «چوب جنگ»، «کشتی پهلو به پهلو» و «الک دولک» از بازی‌های مرسوم گستره به‌شمار می‌روند؛ و بازیآتلی آتلینی.
- پنجاه بدر : پنجاه بدر آیین سنتی و قدیمی مخصوص مردم این شهر است که به پاس بارش‌های بهاری، پنجاهمین روز سال یا فصل بهار را در طبیعت سپری می‌کنند.بدلیل اطلاعات تاریخی بدست آمده پنجاه بدر از دیرینه سنت های این روستا است که به‌جا مانده و در بین تمام مردم استان قزوین باب شده.

### زمین‌لرزه
در زلزله سال ۱۰۴۹ ه‍.ق در قزوین نزدیک به ۱۲۰۰۰ نفر کشته شدند که نزدیک به ۶۸ نفر در این روستا کشته شدند که یکی از روستاهای ویران شده قدیم آباد بود زیرا این روستا که نام اصلی آن حاجت آباد بدیلیل حاجاتی که برای شفای دردمنان ادا مینمود نام داشت و مقابل آستانه مقدس امامزاده ظهیربن‌موسی‌بن‌جعفر بوده و بعد از زلزله خانوارهای باقی مانده به نزدیک ترین مکان قابل سکونت نقل مکان نمودند. 